# Mecistocephalus manazurensis
Mecistocephalus manazurensis is een duizendpotensoort uit de familie van de Mecistocephalidae. De wetenschappelijke naam van de soort is voor het eerst geldig gepubliceerd in 1961 door Shinohara.